# Puma (samolot)
Puma – dwumiejscowy samolot ultralekki produkowany przez Aero-service Jacek Skopiński.

## Konstrukcja
Puma jest ultralekkim, jednosilnikowym, dwumiejscowym dolnopłatem z usterzeniem w układzie klasycznym i trójkołowym, chowanym podwoziem. Jest to samolot całkowicie metalowy, o konstrukcji półskorupowej z trapezowymi skrzydłami, w których mieszczą się zbiorniki paliwa.

### Odnośniki
- Aero-service Jacek Skopiński website